# Nanhermannia thaiensis
Nanhermannia thaiensis är en kvalsterart som beskrevs av Aoki 1965. Nanhermannia thaiensis ingår i släktet Nanhermannia och familjen Nanhermanniidae. Inga underarter finns listade i Catalogue of Life.